# Reclams Operettenführer

Reclams Operettenführer est un livre de référence contenant un répertoire encyclopédique sur l'opérette.

## Histoire
Il est publié pour la première fois en 1953 chez Reclam-Verlag. La 24e édition publiée en 2011 comprend 351 pages. L'auteur Anton Würz est un musicologue, critique et auteur d'autres publications sur ce sujet.

## Contenu
Le guide de l'opérette contient une introduction, une grande partie lexicale, un index des compositeurs et des œuvres évoqués et finit par des illustrations.
Dans l'introduction, l'auteur mentionne, entre autres, que, depuis la première publication du guide, les comédies musicales sur le modèle américain ont une place plus importante, c'est pourquoi la comédie musicale fait l'objet d'un guide propre. Par ailleurs, l'opéra se distingue de l'opérette et a aussi son propre guide. Néanmoins l'opérette conserve de nombreux amateurs et a une place sur les scènes, à la radio et la télévision.
Le glossaire fournit de brèves descriptions biographiques des compositeurs et de leurs opérettes les plus connues. Les compositeurs sont traités par ordre chronologie de leurs dates de naissance et leurs œuvres de leurs premières représentations. La première entrée est 1801, année de naissance de Joseph Lanner avec Alt-Wien (bien qu'il n'en soit pas proprement l'auteur), la dernière est 1911, année de naissance de Paul Burkhard, auteur de Das Feuerwerk. Au total, 105 œuvres sont évoquées. Chaque description d'œuvre commence par le genre choisi par le compositeur pour décrire son œuvre (ainsi, beaucoup de compositeurs ne qualifient pas leurs œuvres d'opérettes, mais de Singspiel ou de comédie musicale), date et lieu de la première représentation, les acteurs et les registres vocaux habituellement prêtés.

## Source, notes et références
- (de) Cet article est partiellement ou en totalité issu de l’article de Wikipédia en allemand intitulé « Reclams Operettenführer » (voir la liste des auteurs).